# Norra Rängen
Norra Rängen är en sjö i Bräcke kommun i Jämtland och ingår i Ljungans huvudavrinningsområde. Sjön har en area på 0,509 kvadratkilometer och ligger 331 meter över havet. Sjön avvattnas av vattendraget Lillsjöströmmen.

## Delavrinningsområde
Norra Rängen ingår i det delavrinningsområde (698967-147370) som SMHI kallar för Utloppet av Norra Rängen. Medelhöjden är 360 meter över havet och ytan är 7,29 kvadratkilometer. Det finns inga avrinningsområden uppströms utan avrinningsområdet är högsta punkten. Lillsjöströmmen som avvattnar avrinningsområdet har biflödesordning 3, vilket innebär att vattnet flödar genom totalt 3 vattendrag innan det når havet efter 195 kilometer. Avrinningsområdet består mestadels av skog (78 procent). Avrinningsområdet har 0,7 kvadratkilometer vattenytor vilket ger det en sjöprocent på 9,6 procent.